# مادمازل کتی و چند داستان دیگر
مادمازل کتی و چند داستان دیگر نام مجموعه داستانی است از میترا الیاتی، نویسنده معاصر ایرانی که توسط نشر چشمه در سال ۱۳۸۰ منتشر شد.
این کتاب جایزه بهترین مجموعه داستان‌های کوتاه، اولین اثر نویسندهٔ ۱۳۸۰ را از خانه داستان دریافت کرد و همچنین جایزه هوشنگ گلشیری را در حوزهٔ داستان کوتاه اول (به‌طور مشترک با مرجان شیرمحمدی) به خود اختصاص داد.
پررنگ‌ترین دغدغه کتاب، مسئله مهاجرت است.
داستان‌های این مجموعه عبارتند از: مادمازل کتی، ماه منیر، پناهنده، شمعدانیها، مثل همیشه، می‌مانیم توی تاریکی، یوسف پلنگ کش. داستان می‌مانیم توی تاریکی از نظر محتوا در نوع خود بی‌نظیر و بدیع است.